# Дуже-Крувно
Дуже-Крувно (пол. Duże Krówno) — село в Польщі, у гміні Осечна Староґардського повіту Поморського воєводства.
У 1975-1998 роках село належало до Гданського воєводства.